# Iñigo Avalos de Aragón
Iñigo kardinal Avalos de Aragón, O.S., španski rimskokatoliški duhovnik, škof in kardinal, * 1535 ali 1536, † 20. februar 1600

## Življenjepis
26. februarja 1561 je bil povzdignjen v kardinala.
3. januarja 1563 je bil imenovan za apostolskega administratorja Torina; s tega položaja je odstopil maja 1564.
19. avgusta 1566 je bil imenovan za škofa Mileta; 13. oktobra istega leta je prejel škofovsko posvečenje.
13. oktobra 1586 je bil imenovan za škofa Sabine, 2. marca 1589 za škofa Frascatija in 20. marca 1591 za škofa Porto e Santa Rufine.